# ジャレッド・キャノニア
ジャレッド・キャノニア（Jared Cannonier、1984年3月3日 - ）は、アメリカ合衆国の男性総合格闘家。テキサス州ダラス出身。レガシー柔術・アラスカ/MMAラボ所属。UFC世界ミドル級ランキング11位。

## 来歴

### 総合格闘技
2011年6月19日、プロ総合格闘技デビュー。ローカル団体で7戦全勝の戦績を残す。

### UFC
2015年1月3日、UFC初参戦となったUFC 182でショーン・ジョーダンと対戦し、右フックでダウンを奪われパウンドで1RKO負け。
2016年4月10日、UFC Fight Night: Rothwell vs. dos Santosでシリル・アスカーと対戦し、左フックでダウンを奪いグラウンドの肘打ち連打で1RKO勝ち。パフォーマンス・オブ・ザ・ナイトを受賞した。
2016年12月3日、ライトヘビー級転向初戦となったThe Ultimate Fighter 24 Finaleでイオン・クテラバと対戦し、3-0の判定勝ち。ファイト・オブ・ザ・ナイトを受賞した。
2017年2月11日、UFC 208でライトヘビー級ランキング3位のグローバー・テイシェイラと対戦し、0-3の判定負け。
2017年12月16日、UFC on FOX 26でライトヘビー級ランキング15位のヤン・ブラホヴィッチと対戦し、0-3の判定負け。
2018年11月3日、ミドル級転向初戦となったUFC 230でミドル級ランキング7位のデヴィッド・ブランチと対戦し、右ストレートでダウンを奪いパウンドで2RTKO勝ち。パフォーマンス・オブ・ザ・ナイトを受賞した。
2019年5月11日、UFC 237でミドル級ランキング14位の元UFC世界ミドル級王者アンデウソン・シウバと対戦し、右インローキックで1RTKO勝ち。
2019年9月28日、UFC Fight Night: Hermansson vs. Cannonierでミドル級ランキング5位のジャック・ハーマンソンと対戦し、タックルに合わせたカウンターの右アッパーでダウンを奪い、パウンドで2RTKO勝ち。パフォーマンス・オブ・ザ・ナイトを受賞し、ミドル級転向後3連勝となった。
2020年10月24日、UFC 254でミドル級ランキング1位のロバート・ウィテカーと対戦し、0-3の判定負け。
2021年8月21日、UFC on ESPN: Cannonier vs. Gastelumでミドル級ランキング9位のケルヴィン・ガステラムと対戦し、3-0の5R判定勝ち。
2022年2月12日、UFC 271でミドル級ランキング4位のデレク・ブランソンと対戦。1R終盤に右フックでダウンを奪われチョークを極められるも、2Rに右肘打ちとバックフィストでぐらつかせ、グラウンドの肘打ち連打で逆転のTKO勝ち。パフォーマンス・オブ・ザ・ナイトを受賞した。
2022年7月2日、UFC 276のUFC世界ミドル級タイトルマッチで王者イスラエル・アデサンヤに挑戦し、0-3の5R判定負け。王座獲得に失敗した。
2022年12月17日、UFC Fight Night: Cannonier vs. Stricklandでミドル級ランキング7位のショーン・ストリックランドと対戦し、2-1の5R判定勝ち。
2023年6月17日、UFC on ESPN: Vettori vs. Cannonierでミドル級ランキング3位のマーヴィン・ヴェットーリと対戦。1R早々に左ストレートを貰いぐらつくものの、2Rから打撃で巻き返し、フルラウンドに渡る激闘の末に3-0の5R判定勝ち。ファイト・オブ・ザ・ナイトを受賞した。なお、この試合でUFCミドル級新記録となる1試合における最多有効打撃数「241発」を記録し、全体では歴代4位の記録となった。
2024年6月8日、UFC on ESPN: Cannonier vs. Imavovでミドル級ランキング7位のナッソーディン・イマボフと対戦し、スタンドパンチ連打で4RTKO負けを喫したが、レフェリーのストップが早かったため物議を醸した。
2024年8月24日、UFC on ESPN: Cannonier vs. Borralhoでミドル級ランキング12位のカイオ・ボハーリョと対戦し、0-3の5R判定負け。敗れはしたものの、ファイト・オブ・ザ・ナイトを受賞した。
2025年2月15日、UFC Fight Night: Cannonier vs. Rodriguesでグレゴリー・ホドリゲスと対戦。1Rに2度ダウンを奪われるも、3R終了直前に右肘打ちでダウンを奪い、4R序盤にスタンドパンチ連打でTKO勝ち。ファイト・オブ・ザ・ナイトを受賞した。

## 人物・エピソード
- 総合格闘家になる前はアメリカ陸軍として3年間勤務したが、薬物検査でマリファナの陽性反応が出たため除隊となり、以降はアラスカ州で航空整備士として働いていた[21]。

## 戦績
| 総合格闘技 戦績 | 総合格闘技 戦績 | 総合格闘技 戦績 | 総合格闘技 戦績 | 総合格闘技 戦績 | 総合格闘技 戦績 | 総合格闘技 戦績 |
| --------------- | --------------- | --------------- | --------------- | --------------- | --------------- | --------------- |
| 27 試合         | (T)KO           | 一本            | 判定            | その他          | 引き分け        | 無効試合        |
| 18 勝           | 11              | 2               | 5               | 0               | 0               | 0               |
| 9 敗            | 3               | 0               | 6               | 0               | 0               | 0               |

| 勝敗 | 対戦相手                   | 試合結果                                      | 大会名                                                            | 開催年月日     |
| ×    | マイケル・ペイジ           | 5分3R終了 判定0-3                             | UFC 319: du Plessis vs. Chimaev                                   | 2025年8月16日  |
| ○    | グレゴリー・ホドリゲス     | 4R 0:21 TKO（スタンドパンチ連打）             | UFC Fight Night: Cannonier vs. Rodrigues                          | 2025年2月15日  |
| ×    | カイオ・ボハーリョ         | 5分5R終了 判定0-3                             | UFC on ESPN 62: Cannonier vs. Borralho                            | 2024年8月24日  |
| ×    | ナッソーディン・イマボフ   | 4R 1:34 TKO（スタンドパンチ連打）             | UFC on ESPN 57: Cannonier vs. Imavov                              | 2024年6月8日   |
| ○    | マーヴィン・ヴェットーリ   | 5分5R終了 判定3-0                             | UFC on ESPN 47: Vettori vs. Cannonier                             | 2023年6月17日  |
| ○    | ショーン・ストリックランド | 5分5R終了 判定2-1                             | UFC Fight Night: Cannonier vs. Strickland                         | 2022年12月17日 |
| ×    | イスラエル・アデサンヤ     | 5分5R終了 判定0-3                             | UFC 276: Adesanya vs. Cannonier 【UFC世界ミドル級タイトルマッチ】 | 2022年7月2日   |
| ○    | デレク・ブランソン         | 2R 4:29 TKO（グラウンドの肘打ち連打）         | UFC 271: Adesanya vs. Whittaker 2                                 | 2022年2月12日  |
| ○    | ケルヴィン・ガステラム     | 5分5R終了 判定3-0                             | UFC on ESPN 29: Cannonier vs. Gastelum                            | 2021年8月21日  |
| ×    | ロバート・ウィテカー       | 5分3R終了 判定0-3                             | UFC 254: Khabib vs. Gaethje                                       | 2020年10月24日 |
| ○    | ジャック・ハーマンソン     | 2R 0:27 TKO（右アッパー→パウンド）            | UFC Fight Night: Hermansson vs. Cannonier                         | 2019年9月28日  |
| ○    | アンデウソン・シウバ       | 1R 4:47 TKO（右ローキック）                   | UFC 237: Namajunas vs. Andrade                                    | 2019年5月12日  |
| ○    | デヴィッド・ブランチ       | 2R 0:39 TKO（右ストレート→パウンド）          | UFC 230: Cormier vs. Lewis                                        | 2018年11月3日  |
| ×    | ドミニク・レイエス         | 1R 2:55 TKO（左アッパー）                     | UFC Fight Night: Maia vs. Usman                                   | 2018年5月19日  |
| ×    | ヤン・ブラホヴィッチ       | 5分3R終了 判定0-3                             | UFC on FOX 26: Lawler vs. dos Anjos                               | 2017年12月16日 |
| ○    | ニック・ローリック         | 3R 2:08 TKO（グラウンドの肘打ち連打）         | The Ultimate Fighter 25 Finale                                    | 2017年7月7日   |
| ×    | グローバー・テイシェイラ   | 5分3R終了 判定0-3                             | UFC 208: Holm vs. de Randamie                                     | 2017年2月11日  |
| ○    | イオン・クテラバ           | 5分3R終了 判定3-0                             | The Ultimate Fighter 24 Finale                                    | 2016年12月3日  |
| ○    | シリル・アスカー           | 1R 2:44 KO（左フック→グラウンドの肘打ち連打） | UFC Fight Night: Rothwell vs. dos Santos                          | 2016年4月10日  |
| ×    | ショーン・ジョーダン       | 1R 2:57 KO（右フック→パウンド）               | UFC 182: Jones vs. Cormier                                        | 2015年1月3日   |
| ○    | トニー・ロペス             | 5分5R終了 判定2-1                             | Alaska Fighting Championship 104 【AFCヘビー級タイトルマッチ】    | 2014年1月22日  |
| ○    | ジャーメイン・ホートン     | 1R 1:50 TKO（パンチ連打）                     | Alaska Fighting Championship 102                                  | 2013年10月16日 |
| ○    | スティーブン・ウォークス   | 2R 2:02 リアネイキドチョーク                  | AK Entertainment: Tuesday Night Fights                            | 2013年4月30日  |
| ○    | ジョシュア・オフィウ       | 1R 2:56 TKO（パンチ連打）                     | Alaska Fighting Championship 97                                   | 2013年2月13日  |
| ○    | マット・ヘリングショー     | 1R 0:29 ギブアップ（パンチ連打）              | Alaska Cage Fighting: Tribute to Veterans                         | 2011年10月28日 |
| ○    | ジェイソン・クームズ       | 1R 0:46 腕ひしぎ十字固め                      | Alaska Fighting Championship 85                                   | 2011年10月12日 |
| ○    | アルトン・プリンス         | 1R TKO（パンチ連打）                          | Midnight Sun Mayhem 1                                             | 2011年6月19日  |

## 獲得タイトル
- AFCヘビー級王座（2014年）

## 表彰
- UFC ファイト・オブ・ザ・ナイト（4回）
- UFC パフォーマンス・オブ・ザ・ナイト（4回）